# Yeşilöz, Çerkeş
Ahırköy là một xã thuộc huyện Çerkeş, tỉnh Çankırı, Thổ Nhĩ Kỳ.